# Гадолеїнова кислота
Гадолеїнова кислота — мононенасичена жирна кислота. Вона є значною компонентою деяких видів риб'ячого жиру, включаючи олію печінки тріски. Це одна із декількох ейкозенових кислот.